# Paweden (Buaran)
Paweden is een bestuurslaag in het regentschap Pekalongan van de provincie Midden-Java, Indonesië. Paweden telt 2877 inwoners (volkstelling 2010).